# كينيث إي. تايلر
كينيث إي. تايلر (بالإنجليزية: Kenneth E. Tyler)‏ هو مصمم مطبوعات أمريكي، ولد في 13 ديسمبر 1931.